# 東海理化硬式野球部
東海理化硬式野球部（とうかいりかこうしきやきゅうぶ）は、愛知県豊川市に本拠地を置き、日本野球連盟に加盟する社会人野球の企業チームである。
運営母体は、自動車等の部品製造を行う東海理化電機製作所。

## 概要
1959年、東海理化電機製作所が本社のある愛知県西春日井郡西枇杷島町を本拠地とし『東海理化硬式野球部』を創設。
1970年、都市対抗野球に初出場を果たす。
1980年、本拠地を音羽工場のある愛知県宝飯郡音羽町に移転した。
1988年、日本選手権に初出場を果たす。
その後は、大規模なリクルーティングを行わないチーム事情もあり戦力的に他チームに後れをとるなど、強豪ぞろいの東海地区で苦戦が続いていたが、2004年に16年ぶり2回目となる日本選手権出場を果たした。また、2008年には38年ぶり2回目となる都市対抗野球出場を果たすと、それから4年連続で本戦出場を決めている。
2008年1月15日、音羽町の編入合併により本拠地が愛知県豊川市となる。
2011年は、都市対抗野球の東海地区予選を無敗で通過し、初の第1代表を射止めている。
2023年、都市対抗野球に12年ぶりの出場を果たすと、1回戦で君津市・日本製鉄かずさマジック相手に大会初勝利を挙げた。続く2回戦の高松市・JR四国にはコールド勝ちを収めベスト8に進出し、この大会の小野賞を受賞した。

## 設立・沿革
- 1959年 - 愛知県西春日井郡西枇杷島町を本拠地とし、『東海理化硬式野球部』として創部。
- 1970年 - 都市対抗野球に初出場（初戦敗退）。
- 1980年 - 本拠地を愛知県宝飯郡音羽町に移転。
- 1988年 - 日本選手権に初出場（初戦敗退）。
- 2008年 - 音羽町の編入合併により、本拠地が愛知県豊川市に変更。
- 2023年 -第94回都市対抗野球大会で、都市対抗本戦での初勝利を挙げる。ベスト8まで勝ち進み、チームとして小野賞を受賞。

## 主要大会の出場歴・最高成績
- 都市対抗野球大会 - 出場7回
- 社会人野球日本選手権大会 - 出場4回
- JABA富山市長旗争奪富山大会 - 優勝2回（2004、2008年）
- JABA新潟大会 - 優勝2回（2010、2012年）
- JABA高山市長旗・飛騨市長杯争奪高山大会 - 優勝1回（2014年）
- JABA静岡大会 - 優勝1回（2021年）

## 主な出身プロ野球選手
- 岩本好広（内野手） - 1981年ドラフト5位で阪急ブレーブスに入団
- 伊藤隆偉（投手） - 1987年ドラフト4位で阪急ブレーブスに入団
- 濱中英次（投手） - 1989年ドラフト外で福岡ダイエーホークスに入団
- 原田政彦（内野手） - 1994年ドラフト4位で中日ドラゴンズに入団
- 林純次（投手） - 1995年ドラフト3位で阪神タイガースに入団
- 澤井道久（内野手） - 2004年ドラフト11位で中日ドラゴンズに入団
- 金丸将也（投手） - 2010年ドラフト4位で広島東洋カープに入団
- 金平将至（投手） - 2013年ドラフト5位で北海道日本ハムファイターズに入団
- 立野和明（投手） - 2019年ドラフト2位で北海道日本ハムファイターズに入団